# Gerichtsbezirk Cles
Der Gerichtsbezirk Cles war ein dem Bezirksgericht Cles unterstehender Gerichtsbezirk in der Gefürsteten Grafschaft Tirol. Der Gerichtsbezirk war Teil des Trentino und gehörte zum Bezirk Cles. Nach dem Ersten Weltkrieg musste Österreich den gesamten Gerichtsbezirk an Italien abtreten.

## Geschichte
Der Gerichtsbezirk Cles wurde durch eine 1849 beschlossene Kundmachung der Landes-Gerichts-Einführungs-Kommission geschaffen und umfasste ursprünglich die 28 Gemeinden Banco, Bresimo, Cagnò, Casez, Cis, Cles, Corredo, Cunevo, Dermullo, Flavon, Livo, Mechel, Nano, Preghena, Proves, Revò, Romallo, Rumo, Salter, San Zeno, Sfruz, Smarano, Tajo, Tassullo, Tavon, Terres, Tres und Tuenno.
Der Gerichtsbezirk Cles bildete im Zuge der Trennung der politischen von der judikativen Verwaltung
ab 1868 gemeinsam mit dem Gerichtsbezirken Fondo und Malè den Bezirk Cles.
Der Gerichtsbezirk Cles wies 1869 eine Bevölkerung von 20.067 Personen auf.
1910 wurden für den Gerichtsbezirk 20.479 Personen ausgewiesen, von denen 540 Deutsch (2,6 %) und 19.766 Italienisch oder Ladinisch (96,5 %) als Umgangssprache angaben. Mehr als zwei Drittel der deutschsprachigen Minderheit lebte in der Gemeinde Proves (Proveis), wobei in dieser Gemeinde fast ausschließlich Deutschsprachige lebten.
Durch die Grenzbestimmungen des am 10. September 1919 abgeschlossenen Vertrages von Saint-Germain wurde der Gerichtsbezirk Cles zur Gänze Italien zugeschlagen.

## Gerichtssprengel
Der Gerichtssprengel umfasste 1910 die 28 Gemeinden Banco, Bresimo, Cagnò, Casez, Cis, Cles, Coredo, Cunevo, Dermullo, Flavon, Livo, Mechel, Nano, Preghena, Proves, Revò, Romallo, Rumo, Salter-Malgolo, San Zeno, Sfruz, Smarano, Tajo, Tassullo, Tavon, Terres, Tres und Tuenno.